# Medåker
Medåker – miejscowość (tätort) w Szwecji, w regionie administracyjnym (län) Västmanland, w gminie Arboga.
Według danych Szwedzkiego Urzędu Statystycznego liczba ludności wyniosła: 212 (31 grudnia 2015), 203 (31 grudnia 2018) i 198 (31 grudnia 2019).